# 정재웅 (스피드스케이팅 선수)
정재웅(1999년 6월 2일~)은 대한민국의 스피드 스케이팅 선수이다. 동생인 정재원도 스피드 스케이팅 선수이다.